# Kazimiera Horodyńska
Kazimiera (Henryka) Horodyńska ps. Felicja, Kazia (ur. 1907 w Ihrowicy, zm. 1974 w Warszawie) – w konspiracji od listopada 1941, żołnierz Związku Walki Zbrojnej, a następnie Armii Krajowej; członkini Wojskowej Służby Kobiet, szyfrantka Okręgu Białystok AK.
2 października 1942 aresztowana przez Gestapo, 1 listopada 1942 wykradziona z więzienia. Gestapo rozstrzelało jej matkę Józefę i splądrowało mieszkanie. Za swoją działalność konspiracyjną była wielokrotnie odznaczana.